# Садове (Близнюківська селищна громада)
Садо́ве — село в Україні, у Близнюківській селищній громаді Лозівського району Харківської області. Населення становить 985 осіб. До 2020 року орган місцевого самоврядування — Близнюківська селищна рада.

## Географія
Село Садове розташоване за 170 км від обласного центру, 24 км від районного центру та 3,5 км центру селищної громади. Село примикає до села Вільне Друге. Поруч пролягає автошлях територіального значення Т 2113 та залізнична лінія Слов'янськ — Лозова, на якій розташована Платформа 950 км. В селі є декілька ставів.

## Історія
Село Садове засноване у другій половині XVII на початку XVIII століття і спочатку належало до Павлоградського повіту Єкатеринославської губернії. Називалося це село Кривоносівка.
У 1764 році російська імператриця Катерина II остаточно ліквідувала гетьманство, й багаті вольниці були подаровані імператрицею своїм фаворитам. Так з'являється у наших краях граф Сумароков, якому цариця подарувала десятки тисяч десятин багатої, родючої землі. А в свою чергу граф Сумароков дарує хутір своєму вірному слузі пану Короставцеву — тоді вільна козацька слобода Кривоносівка стала називатися Коростівкою. Пан Короставцев став розширювати свої володіння. Поміщики Короставцеви володіли чотирма земельними ділянками-маєтками, кожен з них величиною до трьох тисяч десятин. Їхні володіння займали північну і середню частину земель майбутніх колгоспів колишньої зони Близнюківської і частково Добровільської МТС.
У 1913 році під патронатом пана Короставцева в селі зведена будівля школи — архітектурно-історична пам'ятка.
Під час Визвольних змагань село багато разів переходило із рук в руки. У 1929—1930-х роках було проведено примусову колективізацію.
14 жовтня 1941 року село було тимчасово окуповане німецько-фашистськими військами. Під час окупації в селі діяла підпільна організація, до складу якої входили молоді дівчата-розвідниці: Надія Трохименко, Ліда Магаляс, Рая Іщенко. Вони декілька разів переходили лінію фронту за завданням штабу, приносили цінні відомості з тилу ворога. Але знайшлися зрадники і видали славних розвідниць. Їх організацію було викрито разом з іншими, а дівчат розстріляно. Їхні тіла було знайдено в лісосмузі біля маслозаводу, знівечені, порвані собаками. Загарбники вбили 11 мирних жителів села.
Зі спогадів жителів села є інформація, що під час німецько-радянської війни село на всіх військових мапах було позначене як Старі Близнюки й Нові Близнюки (селище Близнюки). За спогадами старожилів, назва походить від двох одиноких могил (курганів), які височать на відстані 2 км на південний схід від села. Насипані ще за часів козацтва, як сторожеві пункти від нападу татар, могили розташовані одна проти другої, ніби близнята. Коли побудувались перші хати села, йому і дали назву — Близнюки. Подібність назв часто дезорієнтували військові частини, тому після закінчення війни жителі села звернулись із проханням до уряду змінити назву села. Указом Президії Верховної Ради УРСР село перейменоване в Садове.
У післявоєнні роки було побудовано чимало нових будівель, вулиці села були заасфальтовані та освітлені. У 1966 році створена «Близнюківська птахофабрика», яка проіснувала до 1991 року. У цьому ж році перейменована на птахорадгосп «Близнюківський». У 1996 році птахорадгосп був реорганізований у КСП «Близнюківське», яке 2003 року було ліквідоване.
20 грудня 2007 року селищу змінено статус на село.
На початок 2013 року в селі проживало 945 осіб.
12 червня 2020 року, відповідно до розпорядження Кабінету Міністрів України № 725-р «Про визначення адміністративних центрів та затвердження територій територіальних громад Харківської області», село увійшло до складу Близнюківської селищної громади.
17 липня 2020 року, в результаті адміністративно-територіальної реформи та ліквідації Близнюківського району, увійшло до складу Лозівського району Харківської області..

## Інфраструктура
- Дитячий садок.
- Школа.
- Бібліотека.
- Стадіон.
- Амбулаторія.
- 3 крамниці.